# Grimace Shake
O Grimace Shake é um milk-shake vendido nos restaurantes do McDonald's nos Estados Unidos no ano de 2023, como parte da promoção Grimace Birthday Meal.
O produto foi lançado no dia 6 de junho de 2023, em homenagem ao personagem Shake da McDonaldland [en]. Foi o primeiro milk-shake de coloração roxa lançado pelo McDonald's. Tem uma combinação de sabor suave de baunilha e frutos vermelhos. Foi descontinuado no dia 9 de julho de 2023.

## Lançamento

### Antecedentes
O personagem Shake (em inglês: Grimace) foi introduzido pela primeira vez na franquia de mídia McDonaldland [en] em 1971 como "Evil Grimace". Ele rouba milk-shakes e é a "incorporação de um milk-shake ou de uma papila gustativa", de acordo com o McDonald's. A data exata de seu aniversário é incerta, embora durante a promoção Grimace Birthday Meal ele tenha declarado ter 52 anos.

### Anúncio do lançamento

Cartaz promocional do Grimace Shake.

Em junho de 2023, o McDonald's anunciou o lançamento alterando sua foto de perfil em suas redes sociais para uma foto de Shake olhando para o milk-shake. Para acompanhar o lançamento da refeição, o McDonald's lançou um jogo de navegador com tema de Game Boy, Grimace's Birthday [en], desenvolvido pela Krool Toys e outras mercadorias inspiradas no Shake.

## Recepção

### Comentários críticos
O Grimace Shake recebeu críticas polarizadas. Dane Rivera, da Uproxx, chamou-o de o melhor sabor da linha de milk-shake do McDonald's. Delish deu uma crítica positiva, chamando-o de "o smoothie de frutas vermelhas mais doce da sua vida". Reachel Chapman, escrevendo para o Elite Daily, "não era fã do sabor", descrevendo como "degustação muito frutada e artificial". Uma revisão do Insider descreveu o sabor como "suave e não muito doce, mas também artificial", e, em última análise, "nada assombroso". Steven Luna, do Mashed, disse que apesar do shake ser "bonito" e "de aparência mágica", foi decepcionante e uma "homenagem broxante a um bobão tagarela cor de uva que merece muito mais".

### Outras mídias
Antes do lançamento da bebida, os usuários nas redes sociais começaram a postar fanart e memes com o Shake.

#### TikTok
Uma tendência do TikTok com a hashtag #GrimaceShake começaram a circular após o lançamento do milk-shake, em que os usuários se registram bebendo o milk-shake e se encontrando em posições inusitadas e em locais estranhos, ou sendo descobertos mortos cobertos pela bebida. Os vídeos são encenados para parecer uma cena de crime com o milk-shake espalhado, implicando que Shake é o responsável pela ação. A tendência decorreu de uma tendência semelhante envolvendo o Whopper, do Burger King, lançado para promover Homem-Aranha: Através do Aranhaverso devido a ambos os produtos terem cores não naturais.
A tendência se espalhou para outros produtos, como os produtos temáticos do filme da Barbie da Krispy Kreme e da Cold Stone, onde os consumidores parecem mais femininos ou "yassified" após o consumo. Em 12 de julho de 2023, a hashtag atingiu a marca de um bilhão de visualizações.
Guillaume Huin, o diretor de mídia social do McDonald's, não esperava a tendência do Grimace Shake e a descreveu como "criatividade brilhante, diversão sem filtros, humor geração z absurdo". No entanto, na altura sentiu que seria arriscado reconhecer a tendência, pois sentiu que "a campanha já teve um grande sucesso, tanto do ponto de vista social como empresarial, então porque haveríamos de correr o 'risco' de entrar?". No entanto, o McDonald's mais tarde reconheceu a tendência nas mídias sociais, afirmando (como Shake): "eeeuu fingindo que não sei sobre a trend do Grimace Shakee". A trend foi apontada como um exemplo de marketing viral.

## Controvérsias

### Anúncio no Fandom
Na época do lançamento em junho de 2023, a equipe do serviço de hospedagem wiki Fandom substituiu o artigo Grimace administrado por fãs para um anúncio pago do McDonald's promovendo o Grimace Shake, bem como vários outros produtos do Grimace. O fandom recebeu uma reação generalizada, com o autor do artigo original Nathan Steinmetz, que preencheu o artigo de Grimace, argumentou que a mudança interrompe a independência editorial em uma entrevista ao Kotaku. A equipe do Fandom afirmou que o anúncio pago do McDonald's duraria apenas durante a promoção Grimace Shake; a equipe protegeu ainda mais a página de edição durante a promoção.
A mudança do McDonald's foi citada pela comunidade wiki do Minecraft, que hospedava no Fandom desde a aquisição da Gamepedia pela empresa, como um motivo para considerar uma mudança do Fandom para novos serviços de hospedagem wiki.